# (5378) Ellyett
(5378) Ellyett (1991 GD) – planetoida z grupy pasa głównego asteroid okrążająca Słońce w ciągu 2,69 lat w średniej odległości 1,93 j.a. Odkryta 9 kwietnia 1991 roku przez Roberta McNaught.